# Lago Paduli
Il lago Paduli è un lago artificiale dell'appennino Tosco-Emiliano nei pressi del passo del Lagastrello, in provincia di Massa-Carrara.

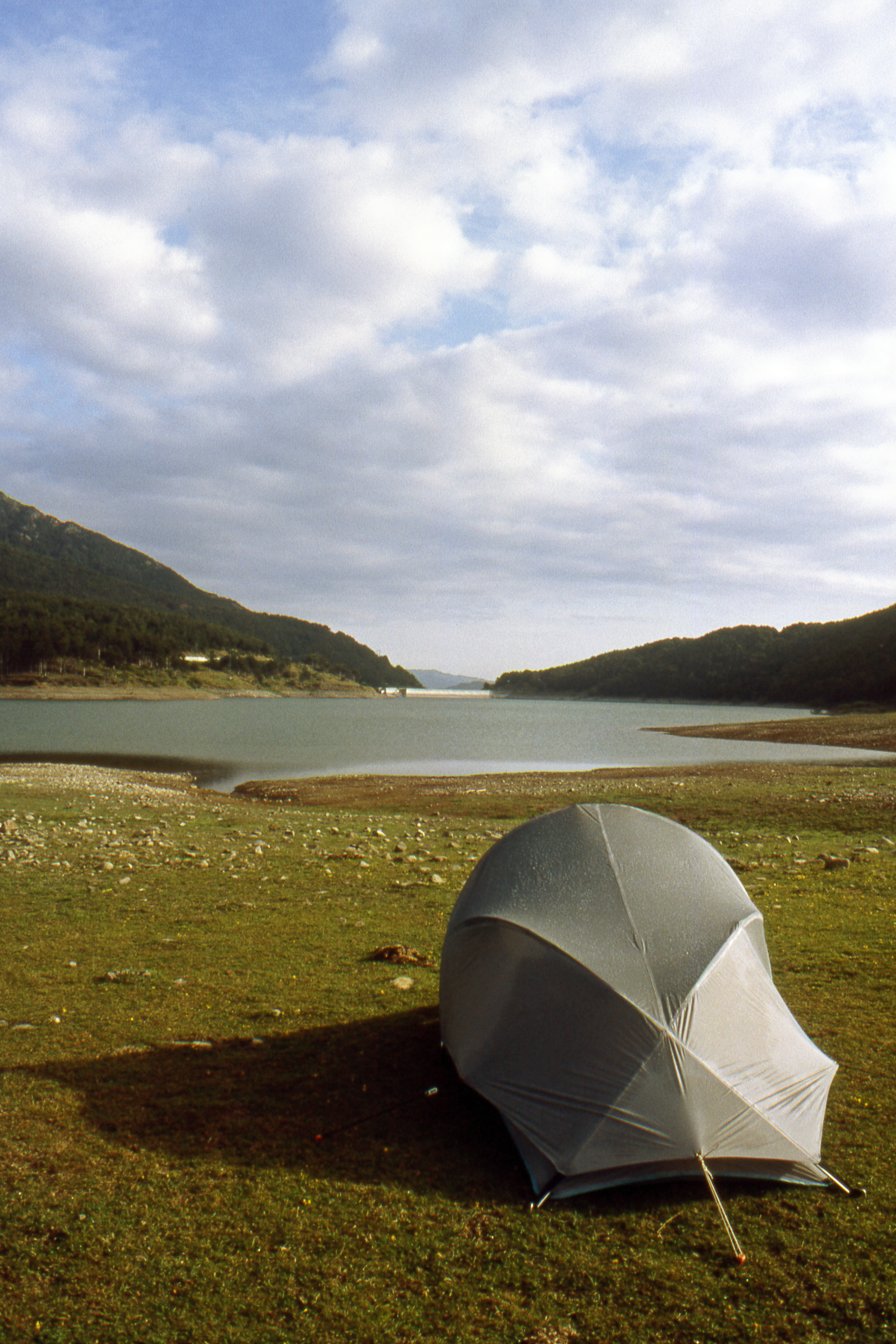
Al lago Paduli

Si trova alla quota di 1.157 m s.l.m. nel comune di Comano, a poche centinaia di metri dal confine con i comuni di Monchio delle Corti (in provincia di Parma), e di Ramiseto (in provincia di Reggio Emilia). Si trova circa 1,5 km a est del monte Malpasso.
Il lago ha una forma allungata in direzione nord-sud, è lungo circa 1500 metri, con larghezza massima di 340 metri. Ha un'area di circa 38,6 ha. La profondità massima è di 18 metri, quella media di 7 metri.
Il lago si è formato in seguito alla costruzione nel 1911 di una diga sul torrente Enza per la produzione di energia elettrica.
L'area è monitorata meteorologicamente e climatologicamente dalla stazione meteorologica di Lago Paduli, attiva dal 1936 e gestita attualmente dal Servizio Idrometeorologico dell'ARPA Emilia-Romagna.